# Германско военно гробище (Сандански)
Германското военно гробище е гробище край град Сандански (Свети Врач), България. Гробището е разположено на входа на градските гробища, до църквата „Св. св. Козма и Дамян“.
Гробището е създадено през Първата световна война, когато в него са погребани 19 германски войници. През Втората световна война са погребани още 16 загинали по време на операция „Марита“.